# Phương diện quân 8 (Đế quốc Nhật Bản)
Phương diện quân 8 (第8方面軍|Dai-hachi hōmen gun), là một phương diện quân thuộc Quân đội Nhật Bản tham gia chiến tranh thế giới thứ 2.

## Lịch sử
Phương diện quân 8 được thành lập vào ngày 16 tháng 1 năm 1942, nằm trong biên chế Nam Phương quân. Nhiệm vụ chính là chống lại lực lượng Đồng Minh đổ bộ vào 2 quần đảo mà Nhật Bản chiếm đóng, quần đảo Solomon và New Guinea.
Trụ sở được đặt tại Rabaul, phương diện quân 8 tham gia chiến đấu quyết liệt trong các chiến dịch quần đảo Solomon, chiến dịch Bougainville và chiến dịch New Guinea.

## Danh sách Chỉ huy
|          | Name                        | From             | To               |
| -------- | --------------------------- | ---------------- | ---------------- |
| Chỉ huy  | Trung tướng Imamura Hitoshi | 9 Tháng 11, 1942 | 15 Tháng 8, 1945 |
| Tham mưu | Thiếu tướng Kato Rimpei     | 9 Tháng 11, 1942 | 15 Tháng 8 1945  |

### Sách
- McGee, William L (2002). The Solomons Campaigns, 1942-1943: From Guadalcanal to Bougainville--Pacific War Turning Point, Volume 2. BMC Publications. ISBN 0970167873.
- Madej, Victor (1981). Japanese Armed Forces Order of Battle, 1937-1945. Game Publishing Company. ASIN: B000L4CYWW.
- Marston, Daniel (2005). The Pacific War Companion: From Pearl Harbor to Hiroshima. Osprey Publishing. ISBN 1841768820.
- Nalty, Bernard (1999). War in the Pacific: Pearl Harbor to Tokyo Bay: The Story of the Bitter Struggle in the Pacific Theater of World War II. University of Oklahoma Press. ISBN 0806131993.
- Rottman, Gordon (2005). Japanese Army in World War II: Conquest of the Pacific 1941-42 (Battle Orders). Osprey Publishing. ISBN 1841767891.
- Rottman, Gordon (2002). Japanese Army in World War II: "The South Pacific and New Guinea, 1942-43" (Battle Orders). Osprey Publishing. ISBN 1841768707.